# Manuel Vilar
Manuel Vilar (Terroso, Póvoa de Varzim, 14 de Setembro de 1903 – Porto, 7 de Março de 1941) foi um cônego português.

## Biografia
Aos 26, anos era já prefeito de estudos no Seminário Menor bracarense e professor no Seminário Conciliar; aos 27, cónego da Sé Primaz; aos 33, reitor do Seminário Conciliar; e, aos 35, reitor do Pontifício Colégio Português, em Roma».
Uma das suas maiores glórias foi a reforma dos estudos no Seminário Conciliar, que garantiu à instituição alta qualificação científica.
A sua ida para Roma foi aproveitada por D. Bento Martins Júnior no sentido de ele ter a seu cargo as diligências com vista à consagração do mundo ao Imaculado Coração de Maria, pedida em Balazar. Mas a morte prematura não lhe permitiu ver satisfeito este anseio, por que empenhadamente se bateu.
Dentre os muitos elogios que se registam sobre o Monsenhor Manuel Vilar, sobressai o da Beata Alexandrina de Balazar, que lhe chamou «abismo de santidade e de sabedoria».